# Draževići (Nova Varoš)
Draževići (Servisch cyrillisch Дражевићи) is een plaats in de Servische gemeente Nova Varoš. De plaats telt 419 inwoners (2002).